# Правов, Иван Константинович
Ива́н Константи́нович Пра́вов (4 ноября 1899, Воронеж — 11 мая 1971, Москва) — советский кинорежиссёр, сценарист.

## Биография
Родился в Воронеже. Его отец выполнял сантехнические работы, в поздние годы служил почтальоном почтово-телеграфной конторы в Воронеже.
Начал трудовую деятельность в 1909 году мальчиком-рассыльным театра варьете в Воронеже. В период 1913—1915 годов — ассистент режиссёра в театре «Фантазия», с 1917 по 1918 год работал конторщиком на Воронежском продкомбинате. Окончив Воронежское реальное училище в 1919 году, до 1922 года служил красноармейцем.
В 1923 году поступил на актёрское отделение в Государственный техникум кинематографии, который окончил в 1924 году. C 1925 года работал ассистентом режиссёра, c 1926 года — режиссёром на Московской кинофабрике «Совкино».
В период 1927—1941 годов работал в содружестве с режиссёром и сценаристом Ольгой Преображенской.
В 1931 году после критики фильма «Тихий Дон» со стороны руководства Ассоциации работников революционной кинематографии (АРРК) не признавший свои «ошибки» Правов был обвинён «в явном отходе к реакционному крылу» в кинематографе и исключён из организации.
В 1933 году Правов с Преображенской считались наиболее «кассовыми» режиссёрами «Мосфильма».
17 октября 1941 года арестован и после годичного следствия репрессирован по ст. 58 п. 10 на 10 лет. Отбывал в лагере.
31 января 1943 года освобождён из Сыртинской ИТК №1 по состоянию здоровья. Был выслан в Среднюю Азию. С 1944 работал режиссёром филармонии в Коканде, согласно автобиографии — сначала ночным сторожем, затем помощником режиссёра, администратором филиала филармонии.
В 1945 году (по другим данным, в 1944 году) по вызову комитета по делам искусств переведён режиссёром в Свердловск в Театр юного зрителя, где поставил ряд спектаклей. Права жительства в Свердловске не имел, поэтому регулярно подвергался выселению.
В архиве режиссёра сохранилась копия текста обращения к «Народному комиссару государственной безопасности тов. Меркулову» «О пересмотре дела Правова И. К. в целях снятия с него паспортных ограничений и возвращения его в качестве полноправного члена в семью работников Советской кинематографии» за подписями И. Пырьева, В. Егорова, С. Эйзенштейна, О. Преображенской, Я. Протазанова, М. Ладыниной, А. Абрикосова, И. Савченко и А. Птушко. Машинописная копия не содержит самих подписей и даты, так что, было ли на самом деле подписано и направлено такое обращение, и если было, то когда именно, достоверно неизвестно. Если такое обращение было направлено, то в период до 8 августа 1945 года (дата смерти Якова Протазанова), так что, возможно, именно это обращение знаменитых артистов сыграло ключевую роль в судьбе режиссёра, способствовав его переводу из Коканда в Свердловск.
С 1947 года — режиссёр Свердловской киностудии, ставил неигровые фильмы.
Во время ссылки режиссёр неоднократно ходатайствовал о снятии судимости, однако все его ходатайства отклонялись. Реабилитирован в 1956 году.
После реабилитации и возвращения из ссылки на киностудию «Мосфильм» получил разрешение ставить игровые фильмы, но поскольку испытывал сложности с включением в постановочные планы, свои дальнейшие фильмы «Во власти золота» и «Одна строка» создавал на Свердловской киностудии. В качестве второго режиссёра у него работал амнистированный Леонид Оболенский. В дальнейшем Правов и Оболенский поддерживали дружескую переписку вплоть до смерти режиссёра.
В 1956—1958 годах, а затем в 1962—1971 годах трудился режиссёром на киностудии «Мосфильм».
Член Союза кинематографистов СССР.
Скончался 11 мая в 1971 году в Москве. Похоронен на Востряковском кладбище (участок № 131).

### Семья
О довоенной семейной жизни режиссёра ничего не известно. Сохранился лишь ордер от 23 ноября 1937 года, выданный «гр. Правов И. К. и Преображенская О. И., режиссёры киностудии Мосфильм, на право занятия 3 комнат площадью 49,53 м² в кв. 12 дома 34 по Б. Полянке с семьёй, состоящей из 3 человек».
В 1946 году у режиссёра родился сын Андрей, ставший журналистом и медиа-менеджером.
В 1952 году Иван Правов, после развода, женился в последний раз на Лидии Старокольцевой (1923—2012), актрисе Свердловского ТЮЗа, вместе с которой он после реабилитации возвратился из ссылки в Москву и проживал в вплоть до своей смерти. Актриса сыграла главную роль врача Славиной в кинофильме «Одна строка» и ряд эпизодических ролей в других фильмах.

## Фильмография
Режиссёр
- 1927 — Аня / Тайна Ани Гай (совместно с О. Преображенской)
- 1927 — Бабы рязанские (совместно с О. Преображенской)
- 1928 — Светлый город (совместно с О. Преображенской)
- 1929 — Последний аттракцион / Агитфургон (совместно с О. Преображенской)
- 1930 — Тихий Дон (совместно с О. Преображенской)
- 1933 — Одна радость (совместно с О. Преображенской)
- 1935 — Вражьи тропы
- 1939 — Степан Разин (совместно с О. Преображенской)
- 1941 — Парень из тайги (совместно с О. Преображенской)
- 1947 — Алмазы (совместно с А. Олениным)
- 1950 — По берегам Чусовой (документальный)
- 1957 — Во власти золота
- 1960 — Одна строка
- 1962 — Цепная реакция
- 1964 — Сокровища республики
- 1966 — Подарок (короткометражный)

Сценарист
- 1927 — Аня (Тайна Ани Гай) (совместно с О. Преображенской)
- 1928 — Светлый город (совместно с О. Преображенской)
- 1930 — Тихий Дон (совместно с О. Преображенской)
- 1935 — Вражьи тропы (совместно с И. Шуховым)
- 1939 — Степан Разин (совместно с О. Преображенской и А. Чапыгиным)
- 1957 — Во власти золота (совместно с Ю. Хазановичем)
- 1960 — Одна строка (совместно с Ю. Хазановичем)

## Комментарии
1. ↑  По другим данным окончил Государственный техникум кинематографии в 1929 году[1].